# Jüdische Gemeinde Leipzig

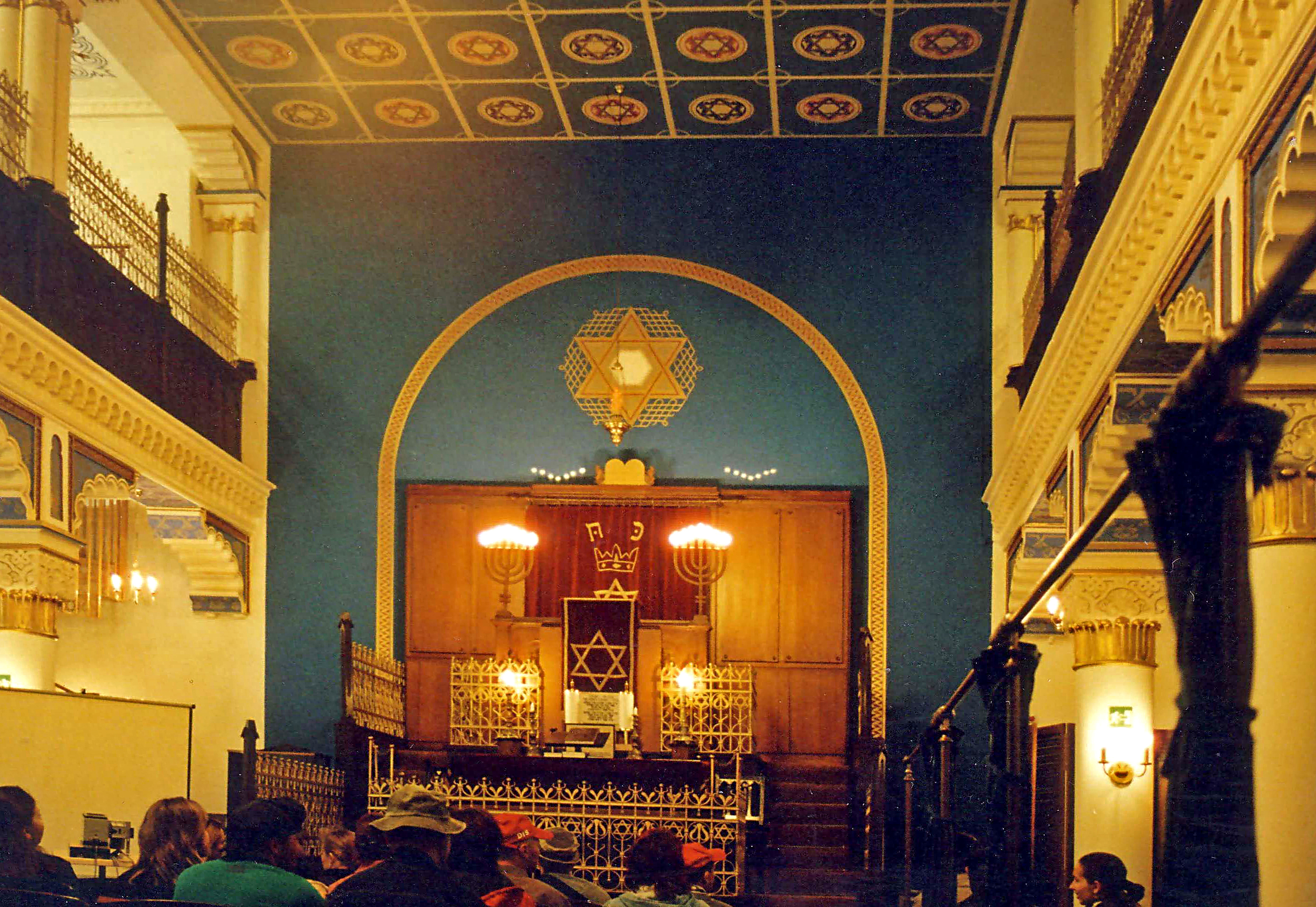
Leipziger Synagoge in der Keilstraße

Die Israelitische Religionsgemeinde zu Leipzig gründete sich erst 1847, obwohl sich Spuren jüdischen Lebens in Leipzig bereits seit dem Mittelalter nachweisen lassen. Erst ab Mitte des 19. Jahrhunderts war es Juden jedoch erlaubt, sich dauerhaft in Leipzig niederzulassen.
Von dieser Zeit an entwickelte sich ein vielfältiges jüdisches Leben in Leipzig. Die Neuankömmlinge emanzipierten sich zunehmend als Leipziger Bürger. Synagogen wurden gebaut, Schulen gegründet. In nur einhundert Jahren wurde die Leipziger Kehillah zur sechstgrößten in ganz Deutschland und zur größten in Sachsen, 1925 hatte sie rund 13.000 Mitglieder.
Samuel Agnon (1887–1970, Literaturnobelpreis 1966) hat mit seinem Roman Herrn Lublins Laden den Juden in Leipzig in jener Zeit ein literarisches Denkmal gesetzt.
Diese Entwicklung wurde 1933 mit der Machtergreifung durch die Nationalsozialisten jäh unterbrochen. Die Synagoge Leipzig wurde 1938 zerstört.
Bei Kriegsende 1945 waren von den ehemals rund 13.000 Mitgliedern der jüdischen Gemeinde in Leipzig noch 24 Personen übrig. Sie begründeten die Gemeinde unter Richard Frank wieder, die 1946 zugelassen wurde. Einige Überlebende kamen aus den KZ zurück, sodass es im November 1945 schon 250 Mitglieder waren. Die Synagoge wurde nach der Wiederherstellung im Oktober 1945 wieder eingeweiht. Der Leipziger Synagogalchor lebte unter Werner Sander wieder auf. Doch ab 1950 gingen viele Juden in den Westen, langsam schwand die Gemeinde bis auf 30 Mitglieder 1990.
In den 1990er Jahren verfilmte das Leo-Baeck-Institut im Auftrag der Israelitischen Religionsgemeinde zu Leipzig dort vorhandene personenbezogene Unterlagen. Die Mikrofilme umfassen Mitgliederkarteien der Israelitischen Gemeinde von 1935 bis 1943 sowie 1945 bis 1990 und die alphabetische Namenskartei der Deportierten, erstellt aus den Transportlisten der Vernichtungslager 1942 bis 1944. Ein Begräbnisfragment umfasst den Zeitraum 1815 bis 1860 mit Lücken.
2024 war die Gemeinde mit 1024 Mitgliedern wieder die größte jüdische Gemeinde in Sachsen.
Die Gemeinde feiert ihre Gottesdienste in der Brodyer Synagoge.
Seit September 2010 ist ihr Rabbiner Zsolt Balla, der auch Mitglied des dreiköpfigen Vorstandes der Orthodoxen Rabbinerkonferenz ist.